# Seacliff, South Australia
Seacliff är en ort i Australien. Den ligger i kommunen Adelaide Hills och delstaten South Australia, omkring 14 kilometer sydväst om delstatshuvudstaden Adelaide. Antalet invånare är 2 016.
Runt Seacliff är det tätbefolkat, med 591 invånare per kvadratkilometer.. Närmaste större samhälle är Adelaide, omkring 14 kilometer nordost om Seacliff.
Genomsnittlig årsnederbörd är 729 millimeter. Den regnigaste månaden är juni, med i genomsnitt 133 mm nederbörd, och den torraste är december, med 21 mm nederbörd.